# Contrato garantido por hipoteca
Um contrato garantido por hipoteca (CGH) é um tipo de título garantido por ativos (um 'instrumento') garantido por uma hipoteca ou cobrança de hipotecas. As hipotecas são agregadas e vendidas a um grupo de indivíduos (uma agência governamental ou banco de investimento) que securitiza, ou empacota, os empréstimos em um título que os investidores podem comprar. As hipotecas de securitização de títulos são geralmente tratadas como uma classe separada, denominada residencial; outra classe é comercial, dependendo se o ativo subjacente são hipotecas pertencentes a tomadores de empréstimos ou ativos para fins comerciais que variam de escritórios a edifícios residenciais.
A estrutura do CGH pode ser conhecida como "repasse", onde os pagamentos de juros e principal do devedor ou comprador passam por ela para o titular do CGH, ou pode ser mais complexa, composta por um pool de outros CGHs. Outros tipos de CGH incluem obrigações hipotecárias colateralizadas (OHCs, muitas vezes estruturadas como conduítes de investimento hipotecário imobiliário) e obrigações de dívida colateralizadas (ODCs).
Um contrato hipotecário é um título garantido por um conjunto de hipotecas sobre um ativo imobiliário, como uma casa. De forma mais geral, os títulos garantidos pelo penhor de ativos específicos são chamados de títulos hipotecários. Os títulos hipotecários podem pagar juros em períodos mensais, trimestrais ou semestrais. A prevalência de títulos hipotecários é comumente creditada a Mike Vranos.
As ações de CGHs subprime emitidas por várias estruturas, como OHCs, não são idênticas, mas sim emitidas como tranches (francês para "fatias"), cada uma com um nível diferente de prioridade no fluxo de reembolso da dívida, dando-lhes diferentes níveis de risco e recompensa. As tranches de um CGH — especialmente as tranches de baixa prioridade e juros mais altos — são/foram frequentemente reempacotadas e revendidas como obrigações de dívida colateralizadas. Esses CGHs subprime emitidos por bancos de investimento foram um grande problema na crise das hipotecas subprime de 2006–2008.
O valor de face total de um CGH diminui ao longo do tempo, porque, como hipotecas, e ao contrário de títulos e a maioria dos outros títulos de renda fixa, o débito em um CGH não é devolvido como um único pagamento ao detentor do título no vencimento, mas sim pago junto com os juros em cada pagamento periódico (mensal, trimestral, etc.) Essa diminuição do valor facial é medida pelo "fator" do CGH, a porcentagem da "face" original que ainda precisa ser reembolsada.
Nos Estados Unidos, os CGHs podem ser emitidos por estruturas criadas por empresas patrocinadas pelo governo, como Fannie Mae ou Freddie Mac, ou podem ser "private label", emitidos por estruturas criadas por bancos de investimento.